# ピクニック (童謡)
「ピクニック」は、 萩原英一作詞（訳詞とも）の童謡である。曲はイギリス民謡とされるが、大元の起源はアメリカ合衆国である。

## 曲
この曲は、前半と後半で来歴が異なるとされている。前半の原曲は（あるいは原曲があるかどうかは）不明である。
後半の原曲は、イギリスでも歌われるが、元はアフリカ系アメリカ人民謡 “She'll Be Coming 'Round the Mountain” である。この歌は “She'll Be Comin' Round the Mountain” として1927年にニューヨークで最初に出版されたが、起源はより古い。黒人霊歌 “When the Chariot Comes” を元に登山家たちが作った歌で、すでに1890年代にはアメリカ中西部の鉄道労働者の間で歌われていた。

## 歌詞

### 訳詞
萩原英一 (1887–1954) の詞。著作権は日本では2004年末に消滅しており、現在はパブリックドメインである。
標準的な歌詞は以下のとおり。
萩原の詞では3行目は「朗らに（ほがらに）」だが、「朗らかに」と歌われることがある。
動物と鳴き声だけを差し替えた2番以降が追加されることもある。

### She'll Be Coming 'Round the Mountain
アメリカおよびイギリスで広く歌われている歌。1927年の初出版時の歌詞を記す。2番以降はこれ以外にもさまざまなバージョンがある。
これは「ピクニック」では「ララララ あひるさん」以降にあたる。「ピクニック」の歌詞を同じ書式で記すと次のようになる。
原詞の最初と2回目の「She'll be」は「ピクニック」にはない。「ピクニック」の動物の鳴きまねは原詞にはないが、「when she comes」とコーラスで繰り返すことがある。

### When the Chariot Comes
“She'll Be Coming 'Round the Mountain” の元となった黒人霊歌で、曲はほぼ同じ。歌詞には多くのバリエーションがあるが、一例として “She'll Be …” の初出版時の付記を記す。同じフレーズの繰り返しなので2番以降の歌詞は略されている。

### Ye Canny Shove Yer Grannie
1940年代に “She'll Be Coming 'Round the Mountain” の曲を使った替え歌で、スコットランドではよく知られた童謡である。イギリス民謡が原曲とされる「ピクニック」との直接の関係は不明。

ほぼ同じフレーズを繰り返す “She'll be …” と異なり、1番の間に展開があり、大意は「ママのママをバスから突き落としてはいけない、パパのママはバスから突き落としていい」というブラックジョーク。
スコットランド方言で歌われており、綴りにはバリエーションがある。

## カバー・バージョン

### WANIMAによるカバー
WANIMAは、2017年に放送されたau三太郎シリーズ「春のトビラ・やってみよう」篇のCMソングを担当。CMソングとして本作をロックにアレンジした「やってみよう」が使用された。歌詞は、同じく「三太郎シリーズ」のCMソングである「みんながみんな英雄」や「海の声」を手がけた篠原誠によるもの。
1月13日から22日にかけてauの音楽ダウンロードサイト「Music Store」およびうたパスでショートバージョンが期間限定で配信され、2月3日に両サイトでフルバージョンが配信リリースされた。3月8日にiTunes Storeをはじめとした音楽配信サービスでの配信が開始された。3月15日に公開のBillboard Japan Hot 100で初登場11位を記録。
2017年4月1日には、auのエイプリルフール企画として「やめてみよう」としてカバー。2017年4月1日から7日の期間限定で特設サイトにて公開。
2018年1月17日にアルバム『Everybody!!』が発売され、「やってみよう」は「ANCHOR」と「エム」の間の10曲目に収録された。『Mikiki』にアルバムのレビューを寄稿した田山雄士は、アルバムの随所で「闘志がギラつく」とし、その流れの中で聴く本作について得難（）い包容力があって、ホッと胸を撫で下ろしてしまうと評している。
| #         | タイトル         | 作詞      | 作曲         | 編曲      | 時間 |
| --------- | ---------------- | --------- | ------------ | --------- | ---- |
| 1.        | 「やってみよう」 | 篠原誠    | イギリス民謡 | WANIMA    | 2:49 |
| 合計時間: | 合計時間:        | 合計時間: | 合計時間:    | 合計時間: | 2:49 |

### その他のアーティストによるカバー
1962年、NHK『みんなのうた』で放送された。作詞は篠原、編曲は小林秀雄が手がけ、歌はスリーグレイセス、ボニージャックス、東京少年少女合唱隊の3組で担当。
2001年にアニメ『おとぎストーリー 天使のしっぽ』に出演した声優陣によって、新たな詞（作詞：六月十三）がつけて「天使のピクニック」としてカバー。詳細はおとぎストーリー 天使のしっぽのディスコグラフィ#天使のピクニックを参照。
2009年6月24日にかりゆし58によるロック・アレンジでのカバーが音楽配信サイトで配信された。このカバーは、進研ゼミ小学講座のCMソングとして使用された。
2012年6月5日カナダ／アメリカのミュージシャン、ニール・ヤングがアメリカの古い民謡等をロックアレンジしたアルバム、『アメリカーナ』で「Jesus' Chariot (She'll Be Coming Round the Mountain)」としてカヴァー。
2021年に緑黄色社会が「niko and ...」の夏のシーズンプロモーション用にアレンジしてカバー。
二次元キャラクタープロジェクトである「超人的シェアハウスストーリー『カリスマ』」が2023年3月15日にリリースした楽曲「カリスマピクニック」（歌：七人のカリスマ）は、本楽曲を基に作られた。